# Rozerwany pierścień
Rozerwany Pierścień (ros. Фронт без флангов) – radziecki film wojenny z 1975 roku w reżyserii Igora Gostiewa powstały na motywach powieści Siemiona Cwiguna My powrócimy (ros. Мы вернёмся!). Kontynuacją filmu jest Front za linią frontu z 1977 roku.
Rozerwany pierścień jest odpowiednikiem sag partyzanckich w stylu Sutjeski (1973) Stipa Delicia i Bitwy nad Neretwą (1969) Veljko Bulajicia.

## Fabuła
Epopeja partyzancka rozgrywająca się w pierwszych miesiącach wojny na Smoleńszczyźnie. Okrążony i rozbity oddział Armii Czerwonej podejmuje na nowo walkę z oddziałami hitlerowskimi przekształcając się w zdyscyplinowaną jednostkę odnoszącą liczne sukcesy.

## Obsada
- Wiaczesław Tichonow jako major Iwan Młyński
- Oleg Żakow jako dziadek Matwiej
- Władimir Iwaszow jako kapitan Afanasjew
- Władimir Zamanski jako sekretarz komitetu miejskiego Nikołaj
- Galina Polskich jako sanitariuszka Zina
- Ludmiła Polakowa jako przewodnicząca kołchozu
- Hannjo Hasse jako generał von Horn